# Achi (Bauleiter)
Achi war ein altägyptischer Bauleiter („Vorsteher aller Arbeiten“). Daneben trug er die Titel eines „Vorstehers der Beiden Schatzhäuser“ (Imi-ra-perui-hedj / Jmj-r3-prwj-ḥḏ) und eines „Vorstehers der königlichen Scheune“. Er lebte während der Herrschaft des Königs (Pharao) Mykerinos in der 4. Dynastie (2539/2489 bis 2461 v. Chr.) im unterägyptischen Memphis. Er ist durch sein Mastaba-Grab G 4750 bekannt, das im Gräberfeld von Gizeh-West gefunden wurde.